# Okręgowy Związek Piłki Nożnej w Białymstoku

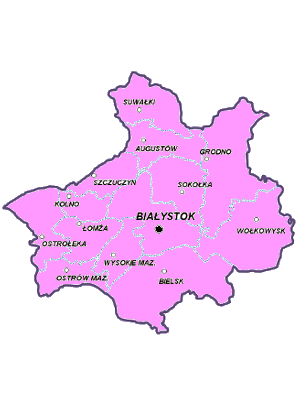
Białostocki Okręgowy Związek Piłki Nożnej w latach 1929–1939

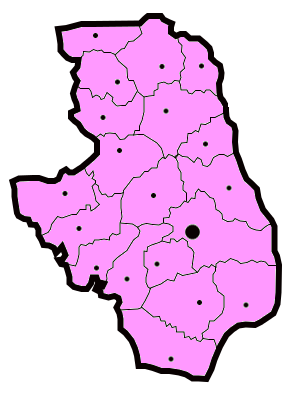
Białostocki Okręgowy Związek Piłki Nożnej w latach 1945–1975

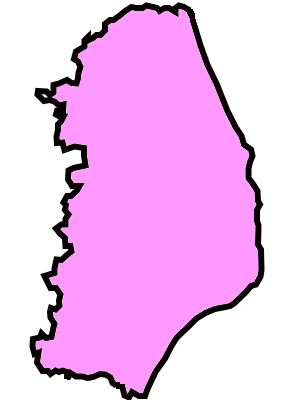
Białostocki Okręgowy Związek Piłki Nożnej w latach 1975–1999

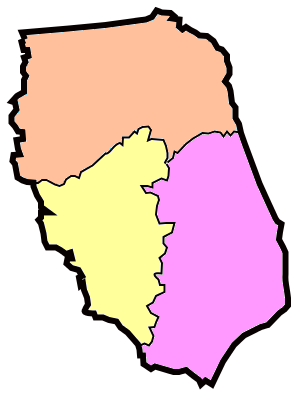
Okręgowe Związki Piłki Nożnej po reformie administracyjnej z 1975 r.

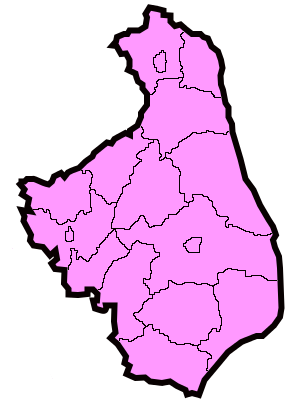
Białostocki Okręgowy Związek Piłki Nożnej od 1999 roku

Okręgowy Związek Piłki Nożnej w Białymstoku – okręgowy związek sportowy, działający na terenie województwa białostockiego, posiadający osobowość prawną, będący jedynym prawnym reprezentantem okręgowej piłki nożnej w województwie białostockim. Został założony 24 marca 1929 roku, rozwiązany de facto 27 maja 2000 roku, kiedy to powstał Podlaski Związek Piłki Nożnej.

## Rozgrywki OZPN Białystok

### Rozgrywki ligowe
W okresie przedwojennym, w ramach białostockiego OZPN, rozgrywki ligowe toczyły się A klasie (1 do 3 grup), B klasie i C klasie (nie w każdym sezonie). Mistrz okręgu grał w co najmniej dwustopniowych eliminacjach o awans do I ligi. W pierwszym sezonie powojennym - 1946 - rozegrano Mistrzostwa Okręgu Białostockiego, z których 6 najlepszych zespołów utworzyło klasę A w następnym sezonie. W sezonach 1951 i 1952 istniały klasy wojewódzkie (odpowiednio: 2 i 4 grupy). 4 marca 1951 Białostocki OZPN zastąpiono Sekcją Piłki Nożnej przy Wojewódzkim Komitecie Kultury
Fizycznej. Taki stan rzeczy trwał do 5 stycznia 1957. W związku z utworzeniem III ligi, mistrz okręgu białostockiego, od sezonu 1952 (z wyjątkiem 1953) uzyskiwał do niej bezpośredni awans. W 1959 roku utworzono białostocką ligę okręgowa, będącą trzecim poziomem ligowym. Od sezonu 1966/67 istniała ponownie III liga, natomiast od sezonu 1980/81 powrócono do nazwy liga okręgowa dla najwyższego poziomu rozgrywek w białostockim OZPN. W sezonach 1973/74-1975/76 już drugi raz trzecim poziomem ligowym w kraju była liga okręgowa. Jej zwycięzcy grali w barażach o II ligę. W 1976 roku, w związku z reformą administracyjną, zasięg terytorialny białostockiego OZPN się zmniejszył. Ponadto ponownie utworzono III ligę międzywojewódzką. Zwycięzca klasy okręgowej musiał grać w barażach o awans do III ligi ze zwycięzca suwalskiej okręgówki. W sezonie 1989/90 utworzono wspólną klasę okręgową białostocko-łomżyńsko-suwalską. Od sezonu 1990/91 OZPN Suwałki utworzył swoją klasę okręgową, a zespoły z OZPN Białystok grały w jednej okręgówce z drużynami z OZPN Łomża. Zwycięzca tej ligi awansował do III ligi, a zespół, który zajął 2. miejsce grał w barażu między innymi ze zwycięzcą suwalskiej klasy okręgowej. Gdy w sezonie 1996/97 powołano IV ligę międzyokręgową, zwycięzca ligi okręgowej OZPN Białystok uzyskał bezpośredni awans do IV ligi.
Mistrzem Okręgu zostawał zdobywca 1. miejsca w łomżyńskiej lidze okręgowej lub ten klub, który w klasie okręgowej zajął najwyższe miejsce ze wszystkich klubów z OZPN Białystok.

### Mistrzowie okręgów
- 1929 – Cresovia Grodno
- 1930 – WKS 42 PP Białystok
- 1931 - WKS 76 PP Grodno
- 1932 – WKS 76 PP Grodno
- 1933 – WKS 76 PP Grodno
- 1934 – WKS Grodno
- 1935 – Warmia Grajewo
- 1936 – WKS Grodno
- 1936/37 – WKS Grodno
- 1937/38 – WKS Grodno
- 1938/39 – WKS Grodno
- 1946 – Motor Białystok
- 1947 – WKS Mazur Ełk
- 1948 – Wici Białystok
- 1949 - Gwardia Białystok
- 1949/50 – Gwardia Białystok
- 1951 – Budowlani Białystok
- 1952 – GWKS Ełk
- 1953 - Kolejarz Ełk
- 1954 – Kolejarz Ełk
- 1955 – Wigry Suwałki
- 1956 – Gwardia Białystok
- 1957 – ŁKS Łomża
- 1958 – Puszcza Hajnówka
- 1959 – Mazur Ełk
- 1960 - Gwardia Białystok
- 1960/61 – Gwardia Białystok
- 1961/62 – Mazur Ełk
- 1962/63 – Mazur Ełk
- 1963/64 – Mazur Ełk
- 1964/65 – Mazur Ełk
- 1965/66 – ŁKS Łomża
- 1966/67 – Mazur Ełk
- 1967/68 – Skra Czarna Białostocka
- 1968/69 – Mazur Ełk
- 1969/70 – Sokół Sokółka
- 1970/71 – Wigry Suwałki
- 1971/72 – Mazur Ełk
- 1972/73 - Jagiellonia I Białystok
- 1973/74 - Jagiellonia I Białystok
- 1974/75 – Jagiellonia I Białystok
- 1975/76 – Wigry Suwałki
- 1976/77 - Gwardia Białystok
- 1977/78 – Gwardia Białystok
- 1978/79 – Sokół Sokółka
- 1979/80 – Gwardia Białystok
- 1980/81 – Włókniarz Białystok
- 1981/82 – Sokół Sokółka
- 1982/83 – Włókniarz Białystok
- 1983/84 – Gwardia Białystok
- 1984/85 – Włókniarz Białystok
- 1985/86 – Pogoń Łapy
- 1986/87 – Promień Mońki
- 1987/88 - Gwardia Białystok
- 1988/89 – Gwardia Białystok
- 1989/90 – Jagiellonia II Białystok
- 1990/91 – MZKS (KP) I Wasilków
- 1991/92 – Jagiellonia II Białystok
- 1992/93 – Włókniarz Białystok
- 1993/94 - Hetman Białystok
- 1994/95 – Hetman Białystok
- 1995/96 – Tur Bielsk Podlaski
- 1996/97 – Sokół Sokółka
- 1997/98 - Cresovia Siemiatycze
- 1998/99 – KP II Wasilków
- 1999/00 – Włókniarz Białystok

### Puchar OZPN Białystok
W latach 1950–1956 pierwszą rundą były rozgrywki na szczeblu powiatów. Zwycięzcy rozgrywek powiatowych grali następnie w sezonach 1950 i 1952 między sobą, a od sezonu 1953 z zespołami III ligi i klasy A systemem pucharowym. 
Po kilkuletniej przerwie, od sezonu 1961 nie rozgrywano już szczebla powiatowego.
- 1950 – Kolejarz Łapy
- 1951 – nie rozgrywano
- 1952 – Kolejarz Łomża
- 1953 - Gwardia Białystok
- 1954 - Gwardia Białystok
- 1955 - Gwardia Białystok
- 1956 – Gwardia Białystok
- 1957 – 1960 - nie rozgrywano
- 1961 – Gwardia Białystok
- 1962 – Mazur Ełk
- 1963 - Puszcza Hajnówka
- 1964 - Puszcza Hajnówka
- 1965 – Mazur Ełk
- 1966 – ŁKS Łomża
- 1967 – Mazur Ełk
- 1968 – Mazur Ełk
- 1969 - Wigry I Suwałki
- 1970 - Wigry I Suwałki
- 1971 - Włókniarz Białystok
- 1972 - Włókniarz Białystok
- 1973 - Włókniarz Białystok
- 1974 - Włókniarz Białystok
- 1975 – Jagiellonia I Białystok
- 1976 - Jagiellonia I Białystok
- 1977 – Włókniarz Białystok
- 1978 – Włókniarz Białystok
- 1979 – Gwardia Białystok
- 1980 - Jagiellonia I Białystok
- 1981 – Jagiellonia II Białystok
- 1982 - Gwardia Białystok
- 1983 – Jagiellonia II Białystok
- 1984 – Jagiellonia II Białystok
- 1985 – Pogoń Łapy
- 1986 - Gwardia Białystok
- 1987 - Gwardia Białystok
- 1988 – Jagiellonia II Białystok
- 1989 – Pogoń Łapy
- 1990 – Jagiellonia II Białystok
- 1991 – Jagiellonia II Białystok
- 1992 - MZKS (KP) Wasilków
- 1993 – MZKS (KP) Wasilków
- 1994 – Hetman Białystok
- 1995 - KP Wasilków
- 1996 – Włókniarz Białystok
- 1997 – Urząd Celny Białystok
- 1998 – Jagiellonia I Białystok
- 1999 – KP Wasilków
- 2000 – Jagiellonia I Białystok

W tabeli poniżej zaprezentowano strukturę rozgrywek pucharu OZPN Białystok w wybranych sezonach (liczbę rund  oraz zespołów grających w każdej z rund). 
| Sezon     | Ir                 | IIr                | IIIr               | IVr                | Vr | 1/4F | 1/2F | F | Razem    |
| --------- | ------------------ | ------------------ | ------------------ | ------------------ | -- | ---- | ---- | - | -------- |
| 1952      | szczebel powiatowy | szczebel powiatowy | szczebel powiatowy | szczebel powiatowy | ?  | 8    | 4    | 2 | 124      |
| 1956      | szczebel powiatowy | szczebel powiatowy | szczebel powiatowy | szczebel powiatowy | 14 | 8    | 4    | 2 | kilkaset |
| 1961/62   | 24                 | 32                 | 16                 | -                  | -  | 8    | 4    | 2 | 44       |
| 1967/68   | 28                 | 16                 | 16                 | 12                 | -  | 8    | 4    | 2 | 44       |
| 1972/73   | 28                 | 24                 | 12                 | 6                  | 4  | -    | 4    | 2 | 41       |
| 1975/76   | 28                 | 32                 | 16                 | -                  | -  | 8    | 4    | 2 | 46       |
| 1976/77   | 24                 | 24                 | 12                 | -                  | -  | 8    | 4    | 2 | 38       |
| 1980/81   | 24                 | 24                 | 12                 | -                  | -  | 8    | 4    | 2 | 38       |
| 1983/84   | 24                 | 24                 | 12                 | -                  | -  | 8    | 4    | 2 | 38       |
| 1986/87   | 36                 | 20                 | 12                 | 8                  | 4  | -    | 4    | 2 | 38       |
| 1990/91   | 26                 | 14                 | 14                 | -                  | -  | 8    | 4    | 2 | 35       |
| 1997/98   | 20                 | 10                 | 21                 | 12                 | 6  | -    | 4    | 2 | 39       |
| 1999/2000 | 18                 | 23                 | 16                 | -                  | -  | 8    | 4    | 2 | 36       |

Zdobywca pucharu OZPN Białystok uzyskiwał awans w następnym sezonie do Pucharu Polski.